# Мньовники (станція метро)
55°44′57″ пн. ш. 37°27′38″ сх. д. / 55.74917° пн. ш. 37.46056° сх. д.
«Мньо́вники» (рос. Мнёвники) — проміжна станція Великої кільцевої лінії Московського метрополітену. Розташована у районі Хорошово-Мньовники (ПЗАО) поблизу селища Терехово, отримала свою назву за колишнім селом Мньовники. Введена в експлуатацію 1 квітня 2021 року у складі дільниці «Хорошовська» — «Мньовники».

## Конструкція
Колонна трипрогінна станція мілкого закладення (глибина закладення: 27 м) з однією прямою острівною платформою.

## Колійний розвиток
З боку станції «Терехово» двоколійний оборотний тупик та дві наскрізні колії для відстою та обороту складів, з яких один примикає збоку до II головної колії. Саме там передбачено пункт технічного обслуговування
.

## Пересадка
- Автобус:300, 324, 391, т19

## Оздоблення
Матеріал стін — шліфований бетон з прозорим покриттям — однаковий для зовнішньої і внутрішньої обробки павільйону.
Переходи виконані у класичній стилістиці з використанням мінімуму деталей і великої кількості світла від великих круглих світильників. Для оздоблення стін використано мікроцемент, матеріал підлог — гранітні плити 1×1 м з дрібноформатною рискою.
Простір касового залу відрізняється від переходів згладженими лініями стін і прорізів. Оздоблення ребристих колон — декоративний дрібнотекстурований бетон.
Під одним навісом об'єднані сходи і ліфтовий блок. У нішах бічних стін є лавочки, а продовжена до ліфта плита покрівлі формує комфортну зону очікування. Павільйони виконані у монолітному бетоні. Внутрішні поверхні облицьовані панелями з червоного бетону, формуючи на контрасті з лаконічним зовнішнім виглядом емоційно теплий інтер'єрний простір.
Короб над коліями покрито сталевими полірованими листами, що підсвічено уздовж всієї довжини світлодіодними стрічками і розсіює відбите світло на платформи. Візуальні межі підлоги, стін і стелі максимально стерті за рахунок використання подібних матеріалів, поверхні м'яко перетікають одна в одну.